# 田中正雄 (教育者)
田中 正雄（たなか まさお、1881年（明治14年）2月13日 - 1969年（昭和44年）3月2日）は、大正時代から昭和時代中期にかけての日本の教育学者・社会事業家である。社会福祉法人「六方学園」の創立者である。

## 来歴
島根県旧邑智郡都賀村大字上野の出身である。島根県師範学校を卒業した。
1910年（明治43年）、島根県邑智郡川本町尋常高等小学校校長に就任した。在職中の1916年（大正3年）から2年間、毎年1ヶ月の夏休暇を利用して東京の滝乃川学園の創設者石井亮一に弟子入りし「治療教育」等の研修を受けた。
1916年（大正5年）2月29日に校長を辞任し、広島市白島町へ一家で移住した。1919年（大正8年）、広島市尾長尋常小学校に在職した。
1922年（大正11年）度より広島県内初の知的障害児のための学級を開設し、校長に就任した。
1931年（昭和6年）9月5日、広島市三滝町に「広島教育治療学園」（現：六方学園）を創立、初代園長に就任した。
戦後、広島県社会福祉協議会会長などを歴任した。1969年（昭和44年）3月2日に死去した（享年88歳）。

## 受賞等
高松宮宣仁親王より御紋章入り文庫を拝受し、高松邸茶席に招かれた。藍綬褒章下賜及び特別拝謁にて恩賜の時計・飾版を昭和天皇より拝受した。勲四等瑞宝章を拝受、従五位・銀杯を拝受した。
中国新聞社より中国文化賞を、1958年（昭和33年）2月15日広島大学教育学部より第4回ペスタロッチ賞を、広島市政70周年に広島市長より功労者表彰を受賞し、郷里の島根県旧大和村にて名誉村民第一号として名誉村民の称号を得た。